# امیلی رید (کشتی)
امیلی رید (کشتی) (به انگلیسی: Emily Reed (ship)) یک کشتی بود که طول آن ۲۱۵ فوت (۶۶ متر) بود. این کشتی در سال ۱۸۸۰ ساخته شد.